# Miiverse
Miiverse (composto das palavras "Mii" e "Universe") foi um sistema de comunicações e rede social criado pela Nintendo para o Wii U e o Nintendo 3DS. A rede permitia que jogadores interagissem e compartilhem suas experiências dos jogos nos consoles. O serviço usava a conta Nintendo Network para ser utilizada. O usuário também podia acessar o serviço através de um navegador de internet de um PC ou smartphone.

## História
O Miiverse foi anunciado em 3 de junho de 2012 em um Nintendo Direct, exibido antes da E3; o serviço foi disponibilizado para o Nintendo Wii U a partir de seu lançamento, em 18 de novembro. A rede foi disponibilizada, em 25 de abril, para dispositivos baseados em web, smartphones e tablets. Em 9 de dezembro, o Nintendo 3DS recebeu uma versão própria.
Em agosto de 2017, os usuários dos consoles Wii U e 3DS receberam um aviso pelo aplicativo Notificações que o serviço seria fechado no dia 8 de novembro de 2017. Os usuários de outros dispositivos receberam o aviso um pouco depois pelo website do Miiverse para tablets e smartphones.

## Recursos
O Miiverse permitia que usuários compartilhem conquistas, comentários, e manuscritos com outros usuários. O Miiverse era integrado ao menu principal do Wii U, embora as interações sociais também possam ser realizadas de dentro de jogos que suportem o recurso. Era possível também suspender o jogo para acessar funções do Miiverse, retornando ao jogo depois. O presidente da Nintendo, Satoru Iwata, revelou que o Miiverse era monitorado por meio de software e de uma equipe de recursos humanos para garantir que o conteúdo compartilhado pelos usuários seja apropriado e que nenhum spoiler seja publicado. Publicações com spoilers podem também ser marcadas pelos próprios autores das mensagens. Eis um resumo dos recursos principais que estavam disponíveis no Miiverse:
- Conectar com outros jogadores através de Miis e adicioná-los como amigos (apenas no Wii U)
- Visitar e comentar em comunidades de jogos para Wii U ou 3DS, além de séries de jogos
- Permite que usuários compartilhem:
  - Mensagens digitadas e manuscritas
  - Vídeos
  - Capturas de tela dos jogos
  - Atualizações de status
- Compartilhar conquistas e progressos em jogos
- Comentar em publicações de outros usuários[5]